# Kathedrale von Córdoba (Mexiko)

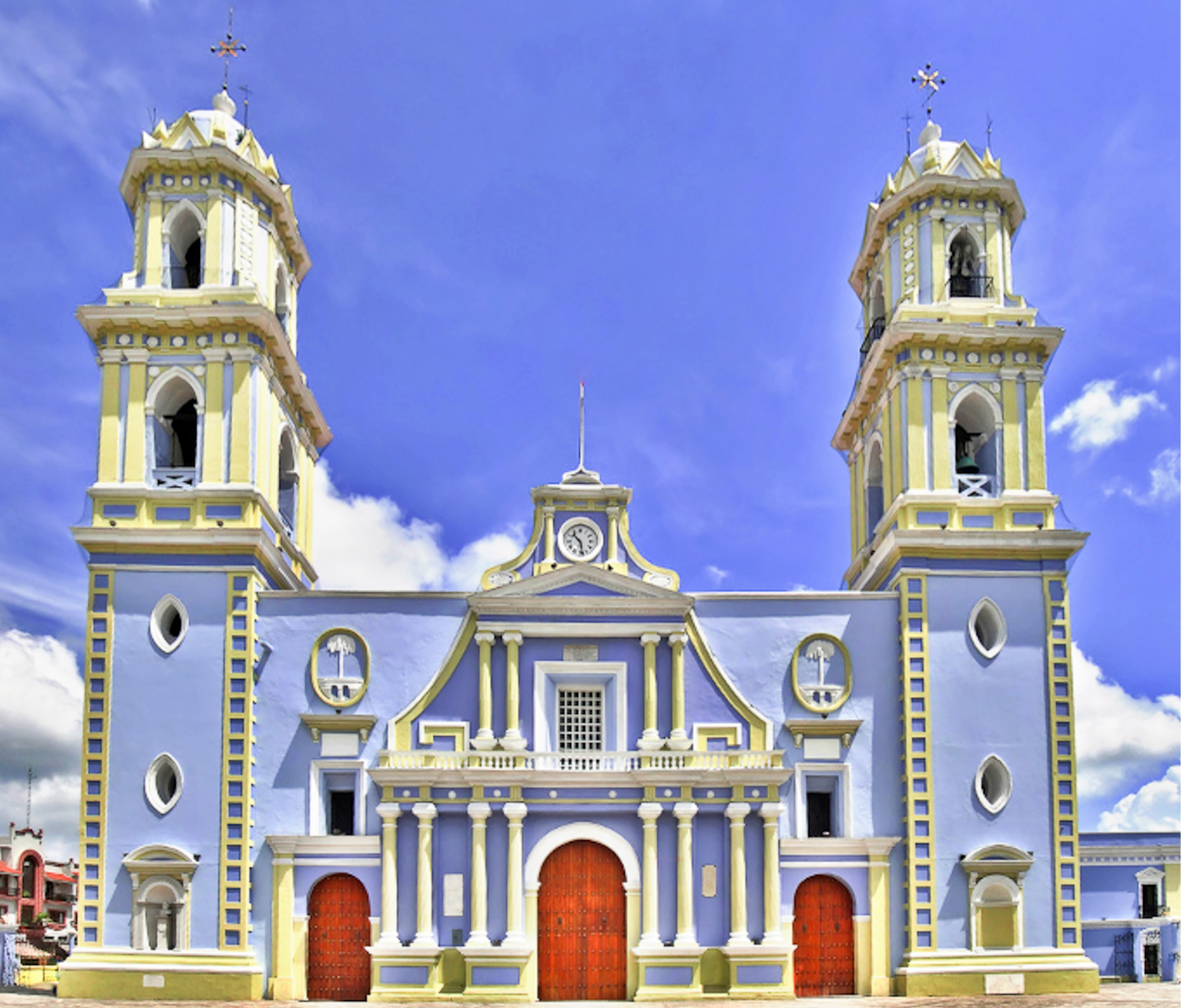
Kathedrale von Córdoba (Mexiko)

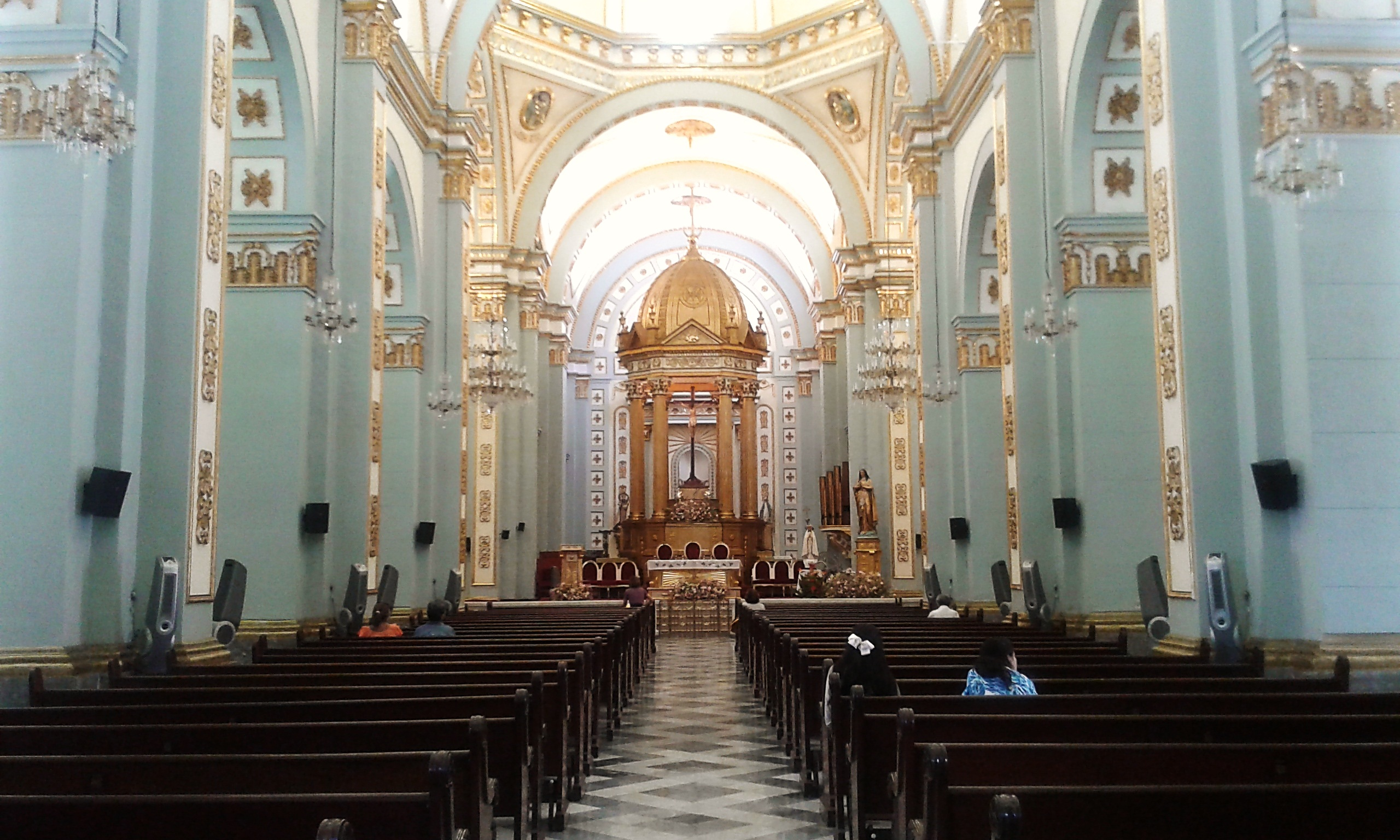
Langhaus, Vierung und Chor

Die der Unbefleckten Empfängnis geweihte Kathedrale von Córdoba (spanisch Catedral de la Inmaculada Concepción) ist die Bischofskirche des Bistums Córdoba in der Großstadt Córdoba im Bundesstaat Veracruz in Mexiko.

## Geschichte
Drei Jahre nach der Gründung der Stadt Córdoba (1618) begann man mit dem Bau einer dreischiffigen, aber zunächst nur eintürmigen Großkirche, die jedoch erst nach einer Bauzeit von mehr als 100 Jahren im Jahr 1725 fertiggestellt wurde. Zu Beginn des 20. Jahrhunderts wurde auch der zweite Turm vollendet. Das Bistum Córdoba wurde am 15. April 2000 durch Papst Johannes Paul II. errichtet und so wurde der Kirchenbau zur Kathedrale erhoben.

## Architektur

### Fassade
Der dreiportalige Mittelteil der Fassade wird von einem nur leicht vorspringenden, von vier Säulenpaaren getragenen Balkon mit umlaufender Balustrade dominiert. In der leicht geschwungenen Rückwand des Balkons erscheinen erneut zwei Säulenpaare, die einen Dreiecksgiebel tragen. Die seitlichen Turmuntergeschosse sind durch Wandnischen und kleine ovale Fenster in das Architekturdekor der Kirche einbezogen. Die sonst üblichen Ecksteine sind durch übereinander gestellte Quadrate ersetzt. Die Glockengeschosse der Türme sind nach allen Seiten geöffnet und zeigen Stilformen des Klassizistischen Barock.

### Inneres der Kirche
Das dreischiffige Langhaus der Kirche endet in der von einem Querhaus gebildeten Vierung, über der sich eine achteckige, im unteren Teil durchfensterte Kuppel erhebt. Dahinter schließen sich noch zwei Chorjoche an.

## Ausstattung

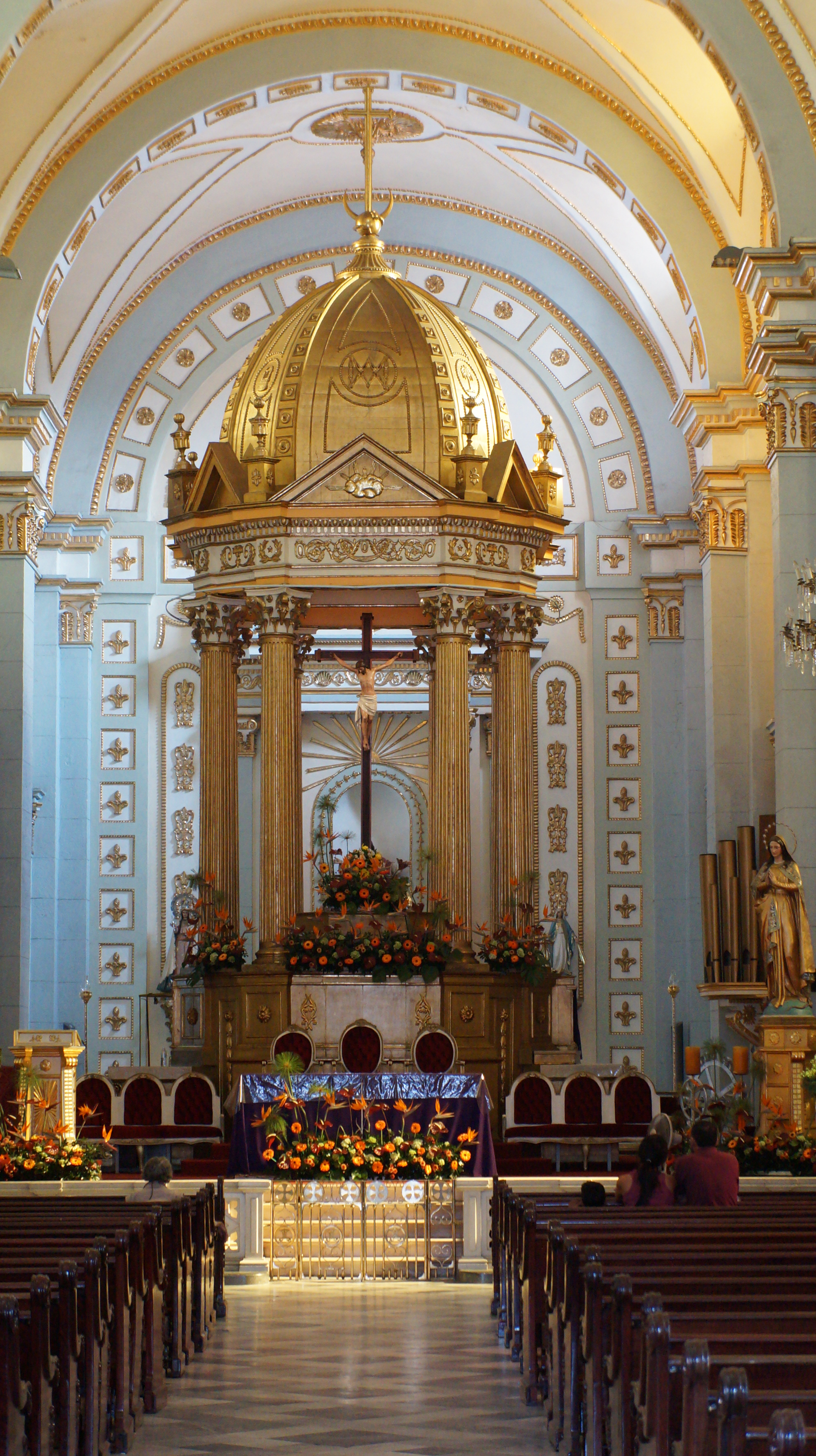
Altar

Blickfang ist der zusammen mit dem Altar auf einem Podest stehende Tabernakel (cimborrio).